# معركة تين تبوراق
معركة تين تبوراق هي مواجهة عسكرية وقعت في 28 ديسمبر 1916 بين قوات الحركة السنوسية بقيادة محمد أغ كاوصن، وقوة فرنسية استعمارية تابعة للفصيل المتنقل من الهجانة، وذلك في منطقة تين تبوراق شمال أقدز في النيجر، خلال الحرب الفرنسية السنوسية الثانية. جاءت هذه المعركة عقب وصول معلومات للمجاهدين عن قافلة ملح فرنسية قادمة من بلما، فقام كاوصن بنصب كمين مسلح في المنطقة، مما أدى إلى مقتل نحو 60 جنديًا فرنسيًا، من بينهم الملازم ديفو، والطبيب العسكري رينود، والعريفان مريل وقازلان.أسفرت المعركة  أيضًا عن أسر ستة جنود فرنسيين، وإعدام ستة من سكان المنطقة الذين كانوا مجندين مع الفرنسيين. وقد اعتُبرت المعركة من أكبر الهزائم المعنوية والعسكرية التي مُنيت بها فرنسا في المنطقة، ورفعت من هيبة محمد أغ كاوصن بين القبائل الطوارقية، حيث عمّت الاحتفالات أقدز عقب النصر، وزمجرت الطبول كما يصف المؤرخ ساليفو: وفي 28 ديسمبر في أثناء الليل، زمجرت الطبول المعلنة للاحتفالات في مدينة أقدز، وكان المجاهدون الطوارق يحتفلون بانتصارهم الساحق ضد الرجال البيض الكفار.كما أشار المؤرخ الفرنسي كافيو إلى الأثر المعنوي للمعركة قائلاً : ولكن من الناحية المعنوية، فإن الهيبة التي أحرزها كاوصن من هذه الضربة كانت واضحة، فانتشرت أخبار الانتصار بسرعة .